# Seixas Dória
João de Seixas Dória ONM (Propriá, 23 de fevereiro de 1917 — Aracaju, 31 de janeiro de 2012) foi um advogado e político brasileiro. Foi governador de Sergipe até ser deposto pelo Regime Militar de 1964.

## Biografia
Filho de Antônio de Lima Dória e de Maria de Seixas Dória, ambos descendiam de tradicionais famílias da região. Complementou os seus estudos primários no Colégio Antônio Vieira, em Salvador. Fez o curso secundário no Colégio Maristas da mesma cidade. Entrou, inicialmente, na Faculdade de Direito da Bahia, transferindo-se, no segundo ano, para Faculdade de Direito de Niterói. Formou-se em Bacharel em Ciências Jurídicas e Sociais nesta última Faculdade, em 1946. Voltou a cidade de Salvador e exerceu a advocacia num escritório próprio, largando a sua profissão para entrar na política. Casado com Meire Dória e tiveram 2 filhos: Antônio Carlos e Ernane.

## Antes de 1964
Na década de 1940, no governo do prefeito de Aracaju, Josaphat Carlos Borges, o nomeou secretário da prefeitura de Aracaju, filiando-se à UDN após o fim do Estado Novo, sendo eleito deputado estadual em 1947 e 1950 chegando ao posto de líder da bancada. Em 1954 e 1958 foi eleito deputado federal e integrou-se à Frente Parlamentar Nacionalista e em 1960 foi entusiasta da candidatura presidencial de Jânio Quadros servindo-lhe como vice-líder do governo na Câmara dos Deputados. Consumada a renúncia de Jânio Quadros em 25 de agosto de 1961, Seixas Dória integrou a "Bossa Nova" da  UDN ao lado de nomes como o futuro presidente, José Sarney.
Em 1962, já membro do Partido Republicano, foi eleito governador de Sergipe derrotando o udenista Leandro Maciel. Assinou, sob ressalva, o “Manifesto dos governadores democratas”, uma iniciativa do paulista Ademar de Barros. Aliado do presidente João Goulart, defendia as chamadas "reformas de base" a ponto de opor-se, via rádio, ao Golpe Militar que abreviou o mandato presidencial em 31 de março de 1964.

## Pós-golpe
Removido à força do governo no dia seguinte, Seixas Dória foi preso e levado à ilha de Fernando de Noronha onde sua detenção findou por um habeas corpus do Superior Tribunal Militar após quatro meses. Em seu lugar foi empossado o vice-governador Celso Carvalho. Por força do Ato Institucional Número Dois teve os direitos políticos suspensos por dez anos a partir de 4 de julho de 1966 passando a viver às voltas com a agropecuária e à literatura.
Encerrada a sua "reclusão política" ingressou no MDB e fez sua primeira aparição pública na convenção estadual do partido em maio de 1978 a ali não poupou críticas aos seus contendores. Coordenou a estratégia do diretório estadual nas eleições daquele ano e atuou em defesa da anistia e da redemocratização. Beneficiado pela Lei da Anistia sancionada pelo presidente João Figueiredo, filiou-se ao PMDB e foi eleito suplente de deputado federal em 1982 e exerceu o mandato a partir de uma licença médica de José Carlos Teixeira sendo efetivado após a vitória de Jackson Barreto nas eleições para prefeito de Aracaju em 1985. Derrotado ao disputar um mandato de senador em 1986, foi nomeado secretário de Transportes pelo governador Antônio Carlos Valadares em agosto de 1988 permanecendo no cargo por quatro meses. Assessor político da Presidência da República nos últimos meses do Governo Sarney, foi secretário de Transportes no segundo governo João Alves Filho e depois membro do conselho de administração da Companhia Vale do Rio Doce.
Membro da Academia Sergipana de Letras, como sendo um de seus imortais, onde ocupava a cadeira de nº 32, e era autor de Sílvio Romero, jurista e filósofo e Eu, réu sem crime.
Esteve internado na UTI do Hospital São Lucas, em Aracaju, por cerca de 20 dias. Seus familiares informaram que a sua morte teria sido motivada por complicações de sua idade avançada, mas o seu estado de saúde se agravou e o ex-governador morreu por volta das 17h40. Há aproximadamente um ano antes de seu falecimento, ele teria sofrido um acidente vascular cerebral e as condições de sua saúde se complicaram daí por diante. Seu corpo foi velado no Palácio Museu Olímpio Campos. O enterro ocorreu no dia seguinte, no cemitério Colina da Saudade, em Aracaju.
Em sua homenagem, pós morte, leva o seu nome de batismo: a Escola Legislativa e um prédio, na Avenida Beira Mar, ambas localizadas em Aracaju.